# Onthophagus albarracinus
Onthophagus albarracinus är en skalbaggsart som beskrevs av Baraud 1979. Onthophagus albarracinus ingår i släktet Onthophagus och familjen bladhorningar. Inga underarter finns listade i Catalogue of Life.